# ゆうれいなんか見えない!
『ゆうれいなんか見えない!』は、むらさきゆきやによる日本のライトノベル。イラストは むにゅう、しゅがーピコラが担当している。第1回GA文庫大賞奨励賞受賞作。GA文庫（ソフトバンククリエイティブ）より2010年4月から2013年11月まで刊行された。
2011年にドラマCDの発売が発表され、2011年5月15日発売の4巻の限定版に挿入された。

## 登場人物
声はドラマCDのキャスト。

### 主要人物
調 敦志（しらべ あつし）
本作の主人公。水森学園高等部一年C組。
中学時代は幽霊が見えることで気味悪がれ周りに馴染めず変人扱いを受ける。中学時代の同級生と離れ、平穏な学園生活を送るために実家から遠く離れた高校に進学した。そのためにワンルームマンションを借りて一人暮らしをしている。鬼ノ眼の持ち主だが、ある理由により封印されている。
鞍馬 依（くらま より）
声 - 田村ゆかり
本作のヒロイン。水森学園小学部三年二組。1月23日生まれ。
銀細工のような白い髪に琥珀色の瞳を持つ、冗談と甘い物が好きな退魔師。ランドセルは標準装備。
姫倉 香利奈（ひめくら かりな）
水森学園高等部。5月10日生まれ。
生徒会長で巨乳。花が好き。
御堂 美穂（みどう みほ）
敦志のクラスメイト。4月3日生まれ。
藤岡とはただの幼馴染でBカップ。好物は病弱。
藤岡 智久（ふじおか ともひさ）
敦志のクラスメイト。
美穂とはただの幼馴染、女子は殴れない。
鞍馬 雹一郎（くらま ひょういちろう）
鞍馬家当主。依の許嫁。
山田 フィオレンティーナ（やまだ ふぃおれんてぃーな）
顔に傷跡がある、フィオナさん。

### 敵対存在
眠れる蛇（ねむれるへび）
祟神。
牛鬼（うしおに）
牛の頭に蜘蛛の胴体を持つ妖。
蜜柑（みかん）
眠れる蛇の信奉者。
浴衣姿の猫又だが猫又と呼ばれることを嫌っている、妖。鞍馬　蒼月と一緒に行動をし始める
鞍馬　蒼月（くらま　そうげつ）
鞍馬　依の義父。災禍を起こそうと鬼ノ目を狙っている。いつも法衣を着ている老人

## 用語
水森学園（みずもりがくえん）
小学部、中等部、高等部が同じ敷地内にある巨大学園。
鬼ノ眼（おにのめ）
万物を見通すことが出来る眼、強い霊力も持つ。
眠れる蛇の信奉者（ねむれるへびのしんぼうしゃ）
首をはねられ封ぜられし祟り神の目覚めを願う者たち。
妖（およずれ）
死者の魂が強く現世に恨みを持ち、永く漂ううちに動物の霊と混ざった者、元は人間だが現世の時の記憶は殆ど持っていない。

## 既刊一覧
- むらさきゆきや（著） / むにゅう（イラスト） 『ゆうれいなんか見えない!』 ソフトバンククリエイティブ〈GA文庫〉、全7巻
  1. 2010年4月30日初版発行（4月15日発売[5]）、ISBN 978-4-7973-5861-2
  2. 2010年11月30日初版発行（11月15日発売[6]）、ISBN 978-4-7973-6081-3
  3. 2011年2月28日初版発行（2月15日発売[7]）、ISBN 978-4-7973-6394-4
  4. 2011年5月31日初版発行（5月15日発売[8]）、ISBN 978-4-7973-6514-6
  5. 2011年10月31日初版発行（10月15日発売[9]）、ISBN 978-4-7973-6643-3
  6. 2012年2月29日初版発行（2月15日発売[10]）、ISBN 978-4-7973-6837-6
  7. 2013年11月30日初版発行（11月15日発売[11]）、ISBN 978-4-7973-6890-1